# Atletik under sommer-OL 2024 - 200 meter løb (damer)
Kvindernes 200 meter under sommer-OL 2024 i Paris blev afholdt på Stade de France 4. august til 6. august 2024.

## Resultater

### Indledende heats
De indledende runder blev afholdt den 4. august kl. 10:55 (UTC+2).

#### Heat 1
| Rangering | Bane | Atlet                    | Nation          | Tid            | Noter |
| --------- | ---- | ------------------------ | --------------- | -------------- | ----- |
| 1         | 4    | Julien Alfred            | Saint Lucia     | 22.41          | Q     |
| 2         | 5    | Gémima Joseph            | Frankrig        | 22.72          | Q     |
| 3         | 6    | Julia Henriksson         | Sverige         | 22.79          | Q, NR |
| 4         | 9    | Torrie Lewis             | Australien      | 22.89          | PB    |
| 5         | 7    | Lorène Dorcas Bazolo     | Portugal        | 23.10          | SB    |
| 6         | 2    | Léonie Pointet           | Schweiz         | 23.42          |       |
| 7         | 3    | Olga Safronova           | Kasakhstan      | 23.58          |       |
|           | 8    | Marie-Josée Ta Lou-Smith | Elfenbenskysten | DNS            |       |
|           |      |                          |                 | Vind: +1.4 m/s |       |

#### Heat 2
| Rangering | Bane | Atlet                | Nation  | Tid           | Noter |
| --------- | ---- | -------------------- | ------- | ------------- | ----- |
| 1         | 5    | Gabrielle Thomas     | USA     | 22.20         | Q     |
| 2         | 6    | Niesha Burgher       | Jamaica | 22.54         | Q     |
| 3         | 3    | Mujinga Kambundji    | Schweiz | 22.75         | Q     |
| 4         | 8    | Jacqueline Madogo    | Canada  | 22.78         | PB    |
| 5         | 4    | Anahí Suárez         | Ecuador | 23.33         |       |
| 6         | 7    | Dalia Kaddari        | Italien | 23.49         |       |
| 7         | 2    | Cecilia Tamayo-Garza | Mexico  | 23.65         |       |
|           |      |                      |         | Vind: 0.0 m/s |       |

#### Heat 3
| Rangering | Bane | Atlet            | Nation         | Tid           | Noter |
| --------- | ---- | ---------------- | -------------- | ------------- | ----- |
| 1         | 5    | Daryll Neita     | Storbritannien | 22.39         | Q     |
| 2         | 9    | Tasa Jiya        | Holland        | 22.74         | Q     |
| 3         | 3    | Helene Parisot   | Frankrig       | 22.99         | Q     |
| 4         | 7    | Nicole Caicedo   | Ecuador        | 23.18         |       |
| 5         | 2    | Nora Lindahl     | Sverige        | 23.33         |       |
| 6         | 6    | Martyna Kotwiła  | Polen          | 23.43         |       |
| 7         | 8    | Anna Bongiorni   | Italien        | 23.49         |       |
|           | 4    | Shericka Jackson | Jamaica        | DNS           |       |
|           |      |                  |                | Wind: 0.0 m/s |       |

#### Heat 4
| Rangering | Bane | Atlet                   | Nation          | Tid           | Noter |
| --------- | ---- | ----------------------- | --------------- | ------------- | ----- |
| 1         | 9    | Mckenzie Long           | USA             | 22.55         | Q     |
| 2         | 7    | Jessika Gbai            | Elfenbenskysten | 22.61         | Q     |
| 3         | 3    | Audrey Leduc            | Canada          | 22.88         | Q     |
| 4         | 2    | Jaël Bestué             | Spanien         | 23.17         |       |
| 5         | 6    | Krystsina Tsimanouskaya | Polen           | 23.30         |       |
| 6         | 5    | Mia Gross               | Australien      | 23.36         |       |
| 7         | 4    | Aimara Nazareno         | Ecuador         | 23.52         |       |
| 8         | 8    | Lorraine Martins        | Brasilien       | 23.68         |       |
|           |      |                         |                 | Wind: 0.0 m/s |       |

#### Heat 5
| Rangering | Bane | Atlet                   | Nation         | Tid            | Noter |
| --------- | ---- | ----------------------- | -------------- | -------------- | ----- |
| 1         | 7    | Brittany Brown          | USA            | 22.38          |       |
| 2         | 2    | Lanae-Tava Thomas       | Jamaica        | 22.70          |       |
| 3         | 3    | Bianca Williams         | Storbritannien | 22.77          |       |
| 4         | 8    | Polyniki Emmanouilidou  | Grækenland     | 23.06          |       |
| 5         | 5    | Olivia Fotopoulou       | Cypern         | 23.07          |       |
| 6         | 4    | Boglárka Takács         | Ungarn         | 23.16          |       |
| 7         | 9    | Imke Vervaet            | Belgien        | 23.20          |       |
| 8         | 6    | Veronica Shanti Pereira | Singapore      | 23.21          |       |
|           |      |                         |                | Wind: +0.2 m/s |       |

#### Heat 6
| Rangering | Bane | Atlet                    | Nation             | Tid            | Noter |
| --------- | ---- | ------------------------ | ------------------ | -------------- | ----- |
| 1         | 2    | Favour Ofili             | Nigeria            | 22.24          | Q, SB |
| 2         | 8    | Dina Asher-Smith         | Storbritannien     | 22.28          | Q     |
| 3         | 7    | Gina Mariam Bass-Bittaye | Gambia             | 22.84          | Q, SB |
| 4         | 3    | Maboundou Koné           | Elfenbenskysten    | 22.87          | SB    |
| 5         | 5    | Adaejah Hodge            | Britiske Jomfruøer | 23.00          |       |
| 6         | 4    | Ida Karstoft             | Danmark            | 23.01          |       |
| 7         | 9    | Yuting Li                | Kina               | 23.31          |       |
| 8         | 6    | Ana Azevedo              | Brasilien          | 23.37          |       |
|           |      |                          |                    | Vind: +0.5 m/s |       |

### Opsamlingsheats
Opsamlingsheatsene blev afviklet d. 5. august, fra kl. 12:50 (UTC+2).

#### Heat 1
| Placering | Bane | Atlet                   | Nation             | Tid            | Noter |
| --------- | ---- | ----------------------- | ------------------ | -------------- | ----- |
| 1         | 8    | Jacqueline Madogo       | Canada             | 22.58          | Q, PB |
| 2         | 7    | Adaejah Hodge           | Britiske Jomfruøer | 22.94          | q     |
| 3         | 6    | Polyniki Emmanouilidou  | Grækenland         | 22.99          | q     |
| 4         | 4    | Lorène Dorcas Bazolo    | Portugal           | 23.08          | SB    |
| 5         | 5    | Aimara Nazareno         | Ecuador            | 23.35          |       |
| 6         | 2    | Ana Azevedo             | Brasilien          | 23.44          |       |
| 7         | 3    | Veronica Shanti Pereira | Singapore          | 23.45          |       |
|           |      |                         |                    | Wind: +0.6 m/s |       |

#### Heat 2
| Placering | Bane | Atlet            | Nation          | Tid            | Noter |
| --------- | ---- | ---------------- | --------------- | -------------- | ----- |
| 1         | 4    | Maboundou Koné   | Elfenbenskysten | 22.89          | Q     |
| 2         | 8    | Boglárka Takács  | Ungarn          | 23.05          |       |
| 3         | 3    | Li Yuting        | Kina            | 23.24          |       |
| 4         | 5    | Martyna Kotwiła  | Polen           | 23.50          |       |
| 5         | 7    | Anahí Suárez     | Ecuador         | 23.54          |       |
| 6         | 6    | Lorraine Martins | Brasilien       | 23.82          |       |
|           | 3    | Dalia Kaddari    | Italien         | DNS            |       |
|           |      |                  |                 | Wind: +0.6 m/s |       |

#### Heat 3
| Placering | Bane | Atlet                   | Nation     | Tid            | Noter |
| --------- | ---- | ----------------------- | ---------- | -------------- | ----- |
| 1         | 8    | Olivia Fotopoulou       | Cypern     | 22.92          | Q, SB |
| 2         | 5    | Krystsina Tsimanouskaya | Polen      | 23.01          |       |
| 3         | 7    | Nicole Caicedo          | Ecuador    | 23.04          |       |
| 4         | 4    | Mia Gross               | Australien | 23.34          |       |
| 5         | 6    | Cecilia Tamayo-Garza    | Mexico     | 23.49          |       |
|           | 2    | Anna Bongiorni          | Italien    | DNS            |       |
|           | 3    | Ida Karstoft            | Danmark    | DNS            |       |
|           |      |                         |            | Wind: -0.4 m/s |       |

#### Heat 4
| Placering | Bane | Atlet          | Nation     | Tid            | Noter |
| --------- | ---- | -------------- | ---------- | -------------- | ----- |
| 1         | 2    | Torrie Lewis   | Australien | 23.08          | Q     |
| 2         | 3    | Jaël Bestué    | Spanien    | 23.22          |       |
| 3         | 7    | Imke Vervaet   | Belgien    | 23.33          |       |
| 4         | 6    | Léonie Pointet | Schweiz    | 23.37          |       |
| 5         | 4    | Nora Lindahl   | Sverige    | 23.51          |       |
| 6         | 5    | Olga Safronova | Kasakhstan | 23.70          |       |
|           |      |                |            | Wind: -0.9 m/s |       |

### Semifinale
Semifinalerne blev afvikle d. 5. august, fra kl. 20:45 (UTC+2).

#### Heat 1
| Placering | Bane | Atlet           | Nation             | Tid           | Noter |
| --------- | ---- | --------------- | ------------------ | ------------- | ----- |
| 1         | 7    | Julien Alfred   | Saint Lucia        | 21.98         | Q     |
| 2         | 6    | Favour Ofili    | Nigeria            | 22.05         | Q, SB |
| 3         | 8    | Mckenzie Long   | USA                | 22.30         | q     |
| 4         | 9    | Bianca Williams | Storbritannien     | 22.58         | SB    |
| 5         | 3    | Maboundou Koné  | Elfenbenskysten    | 22.65         | SB    |
| 6         | 5    | Audrey Leduc    | Canada             | 22.68         |       |
| 7         | 4    | Gémima Joseph   | Frankrig           | 22.69         |       |
| 8         | 2    | Adaejah Hodge   | Britiske Jomfruøer | 22.70         |       |
|           |      |                 |                    | Wind: 0.0 m/s |       |

#### Heat 2
| Placering | Bane | Atlet                  | Nation         | Tid            | Noter |
| --------- | ---- | ---------------------- | -------------- | -------------- | ----- |
| 1         | 8    | Gabrielle Thomas       | USA            | 21.86          | Q     |
| 2         | 7    | Dina Asher-Smith       | Storbritannien | 22.31          | Q     |
| 3         | 5    | Helene Parisot         | Frankrig       | 22.55          | PB    |
| 4         | 4    | Mujinga Kambundji      | Schweiz        | 22.63          |       |
| 5         | 6    | Niesha Burgher         | Jamaica        | 22.64          |       |
| 6         | 9    | Tasa Jiya              | Holland        | 22.81 (.801)   |       |
| 7         | 3    | Jacqueline Madogo      | Canada         | 22.81 (.807)   |       |
| 8         | 2    | Polyniki Emmanouilidou | Grækenland     | 23.18          |       |
|           |      |                        |                | Wind: +0.2 m/s |       |

#### Heat 3
| Placering | Bane | Atlet                    | Nation          | Tid            | Noter |
| --------- | ---- | ------------------------ | --------------- | -------------- | ----- |
| 1         | 7    | Brittany Brown           | USA             | 22.12          | Q     |
| 2         | 6    | Daryll Neita             | Storbritannien  | 22.24          | Q     |
| 3         | 8    | Jessika Gbai             | Elfenbenskysten | 22.36          | q, PB |
| 4         | 5    | Gina Mariam Bass-Bittaye | Gambia          | 22.66          | SB    |
| 5         | 9    | Lanae-Tava Thomas        | Jamaica         | 22.77          |       |
| 6         | 4    | Julia Henriksson         | Sverige         | 22.88          |       |
| 7         | 3    | Torrie Lewis             | Australien      | 22.92          |       |
| 8         | 2    | Olivia Fotopoulou        | Cypern          | 22.98          |       |
|           |      |                          |                 | Wind: +0.1 m/s |       |

### Finale
Finalen blev afviklet d. 6. august kl. 21:40 (UTC+2).
| Placering                        | Bane   | Atlet            | Nation          | Tid            | Noter          |
| -------------------------------- | ------ | ---------------- | --------------- | -------------- | -------------- |
| 1                                | 7      | Gabrielle Thomas | USA             | 21.83          |                |
| 2. plads, sølvmedaljemodtager(e) | 8      | Julien Alfred    | Saint Lucia     | 22.08          |                |
| 3                                | 6      | Brittany Brown   | USA             | 22.20          |                |
| 4                                | 4      | Dina Asher-Smith | Storbritannien  | 22.22          |                |
| 5                                | 5      | Daryll Neita     | Storbritannien  | 22.23          |                |
| 6                                | 9      | Favour Ofili     | Nigeria         | 22.24          |                |
| 7                                | 2      | McKenzie Long    | USA             | 22.42          |                |
| 8                                | 3      | Jessika Gbai     | Elfenbenskysten | 22.70          |                |
| Kilde:                           | Kilde: | Kilde:           | Kilde:          | Wind: -0.6 m/s | Wind: -0.6 m/s |